# Wataru Takeishi
Wataru Takeishi (竹石 渉 Takeishi Wataru?) es un director japonés, nacido en el año 1982.

## Artistas con los que ha trabajado
- Ayumi Hamasaki
- Every Little Thing
- hitomi
- BoA
- day after tomorrow
- Namie Amuro
- SPEED
- Dreams Come True
- L'Arc-en-Ciel
- Hikaru Utada
- Aya Matsuura
- EE JUMP
- Sonin
- Yaen
- Morning Musume
- dream
- MAX
- V6
- SweetS
- EMYLI
- Porno Graffiti
- Maki Goto
- Tommy heavenly6
- Tommy february6
- Nami Uehara
- Sowelu

- Datos: Q7973016